# Taquari
Taquari es un municipio brasileño del estado de Río Grande del Sur.
Se encuentra ubicado a una latitud de 29º47'59" Sur y una longitud de 51º51'52" Oeste, estando a una altitud de 54 metros sobre el nivel del mar. Su población estimada para el año 2004 era de 27.793 habitantes. Es la capital nacional de la naranja y la miel.
Ocupa una superficie de 346,56 km².
- Datos: Q1646949
- Multimedia: Taquari / Q1646949

1. ↑  Worldpostalcodes.org,código postal n.º 95860-000.